# Triumph TSX
La Triumph TSX è una motocicletta prodotta dalla casa motociclistica inglese Triumph dal 1982 al 1983.

## Storia e descrizione

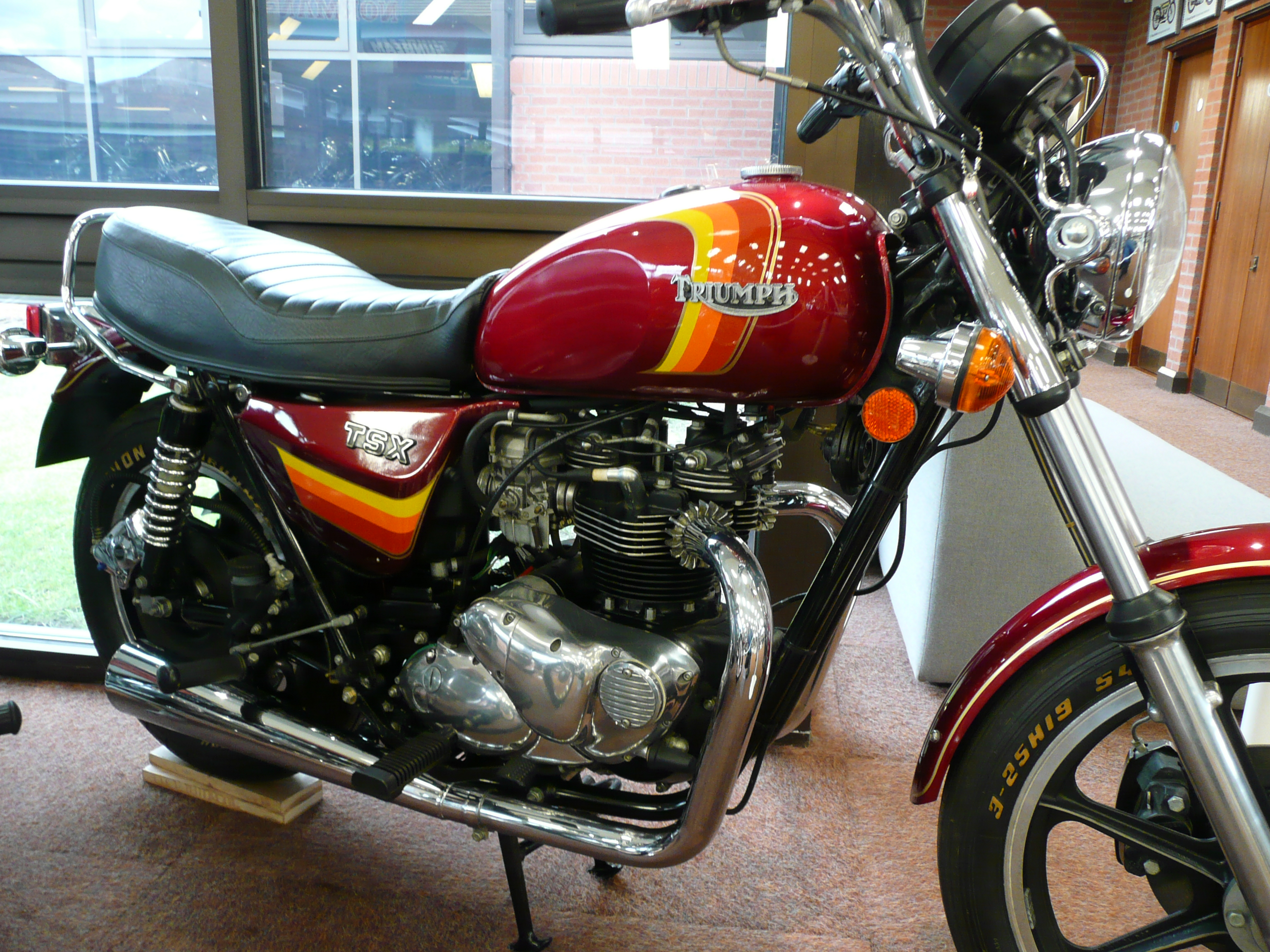
Dettaglio del motore

Progettata nel 1981-1982 da Wayne Moulton, l'allora presidente della Triumph Motorcycles America (TMA) (ovvero la filiale e divisione americana dell'azienda inglese), questa è l'unica moto bicilindrica della Triumph progettati negli Stati Uniti e non in Gran Bretagna.
A causa della chiusura dello stabilimento di produzione nel 1983, sono state esportate negli Stati Uniti solo 140 esemplari.
Il motore TSX era un Triumph T140ES dalla cilindrata di 748 cm³, con due carburatori Bing da 32 mm (realizzati su licenza dalla Amal) e accensione elettronica Lucas. Pur mantenendo le componenti esterne lucidate, il resto del motore della TSX differiva cromaticamente dal resto della moto essendo verniciato di nero con solo i bordi delle alette di raffreddamento lucidati. 
Il telaio della TSX si differenziava dal telaio della Bonneville standard per avere i punti di ancoraggio degli ammortizzatori posteriori Paioli con un angolo inferiore, per la ridotta altezza della sella e per una staffa che consentiva il montaggio del freno posteriore Brembo. Inoltre la pompa del freno posteriore Brembo sostituiva quella della Lockheed Automotive Products (AP), che veniva utilizzata solo all'anteriore.